# 山口県警察
山口県警察（やまぐちけんけいさつ）は、山口県が設置した警察組織であり、山口県内を管轄区域とし、山口県警と略称する。警察法上、山口県公安委員会の管理を受けるが、給与支払者は山口県知事である。また警察庁中国四国管区警察局の監督を受ける。本部所在地は山口市滝町1-1。

## 本部組織
- 警務部
  - 総務課
    - 秘書
    - 議会
    - 会務第一
    - 会務第二
    - 広報第一
    - 広報第二
    - 取調べ監督管理室
      - 取調べ監督管理

  - 警察県民課
    - 企画
    - 警察安全相談
    - 情報公開
    - 文書
    - 犯罪被害者支援室
    - 犯罪被害者支援

  - 会計課
    - 企画
    - 物品管理第一
    - 物品管理第二
    - 予算
    - 管財第一
    - 管財第二
    - 管財第三
    - 監査第一
    - 監査第二
    - 出納
    - 遺失物コールセンター
    - 車両整備工場
      - 車両整備

  - 情報技術推進課
    - 管理
    - 企画
    - 情報セキュリティ
    - システム運用
    - システム開発

  - 警務課
    - 警務管理
    - 人事第一
    - 人事第二
    - 人事第三
    - 人事第四
    - 給与
    - 企画室
      - 企画第一
      - 企画第二
      - 企画第三

  - 留置管理課
    - 企画
    - 指導
    - 護送

  - 教養課
    - 職場教養
    - 学校教養
    - 術科教養
    - 術科指導第一
    - 術科指導第二
    - 運転教養

  - 厚生課
    - 厚生
    - 共済
    - 健康管理室
      - 健康管理第一
      - 健康管理第二

  - 監察官室
    - 監察企画
    - 監察第一
    - 監察第二
    - 監察第三
    - 訟務、賠償
    - 表彰

- 生活安全部
  - 生活安全企画課
    - 生活安全管理
    - 企画、指導
    - 安全・安心対策
    - 地域安全
    - 許可等第一
    - 許可等第二

  - 人身安全・少年課
    - 企画
    - 人身安全対策第一
    - 人身安全対策第二
    - 人身安全対処第一
    - 人身安全対処第二
    - 育成第一
    - 育成第二
    - 少年サポート第一
    - 少年サポート第二
    - 少年サポート第三
    - 少年サポート第四
    - 少年サポート第五
    - 少年サポート第六
    - 少年サポート第七

  - 生活安全捜査課
    - 企画
    - 指導
    - 特別捜査第一
    - 特別捜査第二

  - サイバー犯罪対策課
    - 企画
    - 対策第一
    - 対策第二
    - 対策第三
    - 捜査
    - 支援第一
    - 支援第二
    - 機動支援
    - 国際捜査
    - サイバー特捜

- 地域部
  - 地域企画課
    - 地域管理
    - 企画
    - 地域指導第一
    - 地域指導第二
    - 職務質問指導

  - 地域運用課
    - 企画
    - システム、指導
    - 通信指令第一
    - 通信指令第二
    - 通信指令第三
    - 鉄道警察隊
      - 鉄道警察

  - 自動車警ら隊
    - 企画、指導
    - 東部分駐隊
    - 中部分駐隊
    - 西部分駐隊

- 刑事部
  - 刑事企画課
    - 刑事管理
    - 企画
    - 指導
    - 刑事手続IT化
    - 手配共助

  - 捜査支援分析課
    - システム企画
    - 指導
    - 犯罪収益解明第一
    - 犯罪収益解明第二
    - 情報解析第一
    - 情報解析第二
    - 情報・手口・機動分析
    - 統計
    - 犯歴
    - 照会センター

  - 捜査第一課
    - 企画
    - 強行犯第一
    - 強行犯第二
    - 特殊犯
    - 盗犯
    - 盗犯特捜
    - 強行犯特捜第一
    - 強行犯特捜第二
    - 強行犯特捜第三
    - 検視官室
    - 検視指導第一
    - 検視指導第二
    - 検視第一
    - 検視第二
    - 検視第三
    - 検視第四
    - 検視第五
    - 検視第六

  - 捜査第二課
    - 企画、指導
    - 知能犯
    - 金融犯
    - 知能犯特捜第一
    - 知能犯特捜第二

  - 組織犯罪対策課
    - 企画
    - 分析、情報収集指導第一
    - 分析、情報収集指導第二
    - 指定、資料
    - 国際組織犯罪第一
    - 国際組織犯罪第二
    - 暴力団排除
    - 暴力捜査
    - 匿名・流動型犯罪対策第一
    - 匿名・流動型犯罪対策第二
    - 匿名・流動型犯罪対策第三
    - 匿名・流動型犯罪対策第四
    - 匿名・流動型犯罪対策第五
    - 匿名・流動型犯罪対策第六
    - 匿名・流動型犯罪対策第七
    - 匿名・流動型犯罪対策第八
    - 薬物、銃器捜査
    - 組織犯罪特捜第一
    - 組織犯罪特捜第二
    - 組織犯罪特捜第三
    - 組織犯罪特捜第四
    - 組織犯罪特捜第五
    - 特殊詐欺対策室
      - 特殊詐欺対策
      - 組織犯罪特捜第六
      - 組織犯罪特捜第七
      - 特殊詐欺予防対策

  - 鑑識課
    - 企画、指導
    - 現場、写真
    - 機動鑑識
    - 足痕跡
    - 警察犬
    - 現場指紋第一
    - 現場指紋第二
    - 指紋資料

  - 科学捜査研究所
    - 指導
    - 法医第一
    - 法医第二
    - 物理
    - 化学
    - 人文

  - 機動捜査隊
    - 企画、指導
    - 東部分駐隊
    - 西部分駐隊

- 交通部
  - 交通企画課
    - 交通管理
    - 企画
    - 交通法令
    - 交通広報
    - 指導
    - 安全
    - 安全教育
    - 事故分析

  - 交通規制課
    - 規制管理
    - 規制企画
    - 交通規制
    - 交通管制

  - 交通指導課
    - 取締企画
    - 駐車対策
    - 捜査指導
    - 交通鑑識
    - 被害者連絡調整
    - 特別捜査
    - 交通反則

  - 運転免許管理課
    - 庶務
    - 企画
    - システム
    - 免許
    - 講習
    - 指定教習所
    - 高齢者免許センター
    - 安全運転相談
    - 試験第一
    - 試験第二
    - 行政処分

  - 交通機動隊
    - 企画
    - 指導

  - 高速道路交通警察隊
    - 企画、規制
    - 指導
    - 捜査統括、被害者支援
    - 徳山分駐隊
      - 岩国派遣所

    - 小郡分駐隊
      - 鹿野派遣所

    - 下関分駐隊
      - 宇部派遣所

- 警備部
  - 公安課
    - 警備管理
    - 企画
    - 資料
    - 情報第一
    - 情報第二
    - 情報第三
    - 情報第四
    - 情報第五
    - 情報第六
    - 事件

  - 警備課
    - 企画
    - 警備実施第一
    - 警備実施第二
    - 警備実施第三
    - 災害対策
    - 警備対策室
      - 実施

    - 航空隊
      - 航空運航
      - 航空整備
      - 航空特務

  - 外事課
    - 企画
    - 情報
    - 事件
    - 経済安全保障・サイバー攻撃対策
    - 国際テロリズム対策室
      - 国際テロリズム対策第一
      - 国際テロリズム対策第二

  - 機動隊
    - 企画、指導

- 警察学校
  - 庶務
  - 企画
  - 教務第一
  - 教務第二
  - 学生第一
  - 学生第二

## 警察署
警察署数は16。警察車両のナンバー地名は下関市が「下関」、それ以外の地域は「山口」である。太字で示す警察署の署長階級は警視正。

### 岩柳・周南・山防
| ※    | 地区 | 警察署名称        | 所在地                       | 管轄区域                                                 |
| ---- | ---- | ----------------- | ---------------------------- | -------------------------------------------------------- |
| 山口 | 岩柳 | 岩国警察署        | 岩国市麻里布町6丁目15-20     | 岩国市、玖珂郡和木町                                     |
| 山口 | 岩柳 | └広瀬幹部交番     | 岩国市錦町広瀬53-8           | 岩国市の一部（錦町大野、中の瀬、野谷、広瀬、府谷）       |
| 山口 | 岩柳 | └岩国西幹部交番   | 岩国市周東町下久原2483-1     | 岩国市の一部（旧玖珂町・周東町区域）                     |
| 山口 | 岩柳 | 柳井警察署        | 柳井市南町2丁目4-18          | 柳井市、大島郡周防大島町、熊毛郡上関町・田布施町・平生町 |
| 山口 | 岩柳 | └周防大島幹部交番 | 大島郡周防大島町久賀2594-1   | 大島郡周防大島町                                         |
| 山口 | 岩柳 | └平生幹部交番     | 熊毛郡平生町大字平生町197-18 | 熊毛郡上関町・田布施町・平生町                           |
| 山口 | 周南 | 光警察署          | 光市中央2丁目1-14            | 光市、周南市の一部（旧熊毛町）                           |
| 山口 | 周南 | 下松警察署        | 下松市大手町3丁目2-1         | 下松市                                                   |
| 山口 | 周南 | 周南警察署        | 周南市徳山5632-4             | 周南市（旧熊毛町を除く）                                 |
| 山口 | 周南 | └周南西幹部交番   | 周南市富田2746-1             | 周南市の一部（徳山西部・新南陽地区）                     |
| 山口 | 山防 | 防府警察署        | 防府市駅南町7-22             | 防府市                                                   |
| 山口 | 山防 | 山口警察署        | 山口市吉敷下東4丁目17-10     | 山口市の一部（旧山口市北部・徳地町・阿東町）             |
| 山口 | 山防 | └阿東幹部交番     | 山口市阿東生雲西分2044-1     | 山口市の一部（阿東町）                                   |
| 山口 | 山防 | 山口南警察署      | 山口市小郡下郷3848-1         | 山口市の一部（旧山口市南部・秋穂町・小郡町・阿知須町）   |

### 厚狭・豊関・長北
| ※    | 地区 | 警察署名称       | 所在地                      | 管轄区域                                                               |
| ---- | ---- | ---------------- | --------------------------- | ---------------------------------------------------------------------- |
| 山口 | 厚狭 | 宇部警察署       | 宇部市常藤町3-1             | 宇部市（山口東京理科大学構内を除く）                                   |
| 山口 | 厚狭 | 山陽小野田警察署 | 山陽小野田市日の出1丁目6-10 | 山陽小野田市、宇部市の一部（山口東京理科大学構内）                     |
| 山口 | 厚狭 | └厚狭幹部交番    | 山陽小野田市厚狭946-1       | 山陽小野田市の一部（山陽地区）                                         |
| 山口 | 厚狭 | 美祢警察署       | 美祢市大嶺町東分312         | 美祢市                                                                 |
| 下関 | 豊関 | 下関警察署       | 下関市細江町2丁目3-8        | 下関市南部（旧市内・生野・彦島・川中・安岡・吉見・勝山地区）           |
| 下関 | 豊関 | └彦島幹部交番    | 下関市彦島緑町9-7           | 下関市南部（彦島地区）                                                 |
| 下関 | 豊関 | 長府警察署       | 下関市長府才川1丁目44-45    | 下関市東部（長府・王司・清末・小月・王喜・吉田・内日・菊川・豊田地区） |
| 下関 | 豊関 | └豊田幹部交番    | 下関市豊田町殿敷1893-8      | 下関市東部（菊川・豊田地区）                                           |
| 下関 | 豊関 | 小串警察署       | 下関市豊浦町小串191-1       | 下関市北部（豊浦・豊北地区）                                           |
| 山口 | 長北 | 長門警察署       | 長門市東深川777             | 長門市                                                                 |
| 山口 | 長北 | 萩警察署         | 萩市土原476-1               | 萩市、阿武郡阿武町                                                     |
| 山口 | 長北 | └江崎幹部交番    | 萩市下田万1254-1            | 萩市の一部（旧阿武郡須佐町・田万川町）                                 |

警察官数は3148名（令和4年12月現在）。

### 警察署の再編
- 2005年（平成17年）4月1日
  - 岩国警察署と本郷警察署が統合し、広瀬幹部交番と本郷駐在所を設置。
  - 光市の旧大和町地区を平生警察署から光警察署に移管。
  - 宇部市の旧楠町地区を小野田警察署から宇部警察署に移管。
  - 萩市の旧むつみ村地区を阿東警察署から萩警察署に移管。

- 2006年（平成18年）4月1日
  - 岩国市の旧由宇町地区を柳井警察署から岩国警察署に移管。
  - 周南警察署と周南西警察署（旧新南陽警察署）が統合し、周南西幹部交番を設置。
  - 山口市の旧徳地町地区を防府警察署から山口警察署に移管。
  - 下関警察署と下関水上警察署が統合し、分庁舎および海峡交番を設置。

- 2007年（平成19年）4月1日
  - 山口警察署と阿東警察署が統合し、阿東幹部交番を設置。
  - 下関市勝山地区を長府警察署から下関警察署に移管。
  - 長府警察署と豊田警察署が統合し、豊田幹部交番を設置。
  - 萩警察署と江崎警察署が統合し、江崎幹部交番を設置。

- 2008年（平成20年）
  - 4月1日：下関警察署と彦島警察署が統合し、彦島幹部交番を設置。
  - 5月12日：小郡警察署が「山口南警察署」に改称。

- 2009年（平成21年）4月1日
  - 岩国警察署と岩国西警察署（旧玖珂西警察署）が統合し、岩国西幹部交番を設置。
  - 柳井警察署・大島警察署・平生警察署が統合し、周防大島幹部交番・平生幹部交番を設置。
  - 小野田警察署と厚狭警察署が統合し、小野田警察署が「山陽小野田警察署」に改称。厚狭幹部交番を設置。

## 関連施設
- 山口県総合交通センター（山口市小郡） - 交通部運転免許課所管の運転免許試験場。
  - 山口県交通安全学習館 - 総合交通センターに併設
- 山口県警察体育館（武徳殿）
- 山口県警察学校（山口市仁保）[1]

## 最近の主な事件
- 1999年（平成11年）：光市母子殺害事件
- 2006年（平成18年）：山口女子高専生殺害事件
- 2013年（平成25年）：山口連続殺人放火事件

## 不祥事
- 2012年3月16日 - 県警本部の男性警部補（40代）が警察署勤務だった2010年夏ごろ、部下の女性警官（20代）に、職務中にパトカー内で抱きついたり、複数回、署内でマッサージと称して肩や背中に触れたりするなどのセクハラ行為をしたとして、3月16日付で減給10分の1（6ヵ月）の懲戒処分とした。男性警部補は同日付で依願退職[2]。
- 2017年9月 - 下松警察署地域課長の男性警部（54歳）が下松市西豊井の市道を酒気帯び状態で軽乗用車を運転。10月16日、県警は男性警部を道路交通法違反（酒気帯び運転）の疑いで山口地方検察庁周南支部に書類送検し、停職6ヵ月の懲戒処分とした。男性警部は同日付で依願退職[3]。
- 2018年5月-11月 - 山陽小野田警察署の女性巡査（20代）が、出会い系アプリを利用し複数の男性と知り合い、金銭の提示を行い交際したとして、同県警が2019年4月1日付で減給10分の1（1カ月）の懲戒処分とし、女性巡査は同日に依願退職した[4]。
- 2018年9月-11月 - 下関警察署の女性巡査が18年9月から11月にかけて、福岡県内の派遣型風俗店に勤務して約8万円の報酬を得ていたとして、地方公務員法違反（営利企業従事）により12月18日付で減給10分の1（1カ月）の懲戒処分を受け、女性巡査は依願退職した[4][5]。
- 2019年7月23日 - 衝突事故で3人にけがを負わせたとして自動車運転処罰法違反（過失傷害）の罪に問われた山口県の70代女性被告に対し、山口地方裁判所下関支部が無罪判決を言い渡した。裁判所は県警が虚偽を含む調書を作成したことを認定し、捜査の違法性を指摘した。判決理由で、被害車両を運転していた当時60代の男性が山口県警の実況見分に立ち会わなかったことを裁判所は認定。その上で「あたかも男性が立ち会って説明したような、虚偽内容を含む実況見分調書を作成した。違法不当な捜査による誘導が介在した」と指摘した[6]。
- 2019年7月下旬 - 男性警部補（50代）が県内の海水浴場付近に止めた車内からビデオカメラで水着姿の女性を無断で撮影したなどとして、12月24日付で戒告の懲戒処分を受けた。男性警部補は数年前から商業施設や路上で繰り返し女性を撮影していた。監察官室は「犯罪には該当しない」とした。男性警部補は同日依願退職[7]。
- 2020年3月5日 - 地域部地域運用課所属の男性巡査長（33歳）が3月5日午後7時過ぎに山口市内の国家公務員宿舎の空き部屋に忍び込んだため、住居侵入の現行犯で逮捕される。調べに対し、巡査長は容疑を認めている。本部長は6日の山口県議会で謝罪[8]。
- 2020年3月 - 山口地方裁判所周南支部で3月に言い渡された覚せい剤取締法違反事件の判決で、山口県警の男性巡査部長による捜査報告書の虚偽記載が認定され、裁判官が県警に「組織的な猛省が不可欠」と再発防止を求めた[9]。
- 2020年5月15日 - 警察署内の更衣室やコンビニエンスストアなどで女性を盗撮したとして県迷惑行為防止条例違反と建造物侵入の疑いで県内の警察署に勤務する男性巡査長（20代）を書類送検、同日付で停職3カ月の懲戒処分とした。巡査長は容疑を認め、同日付で依願退職。監察官室によると、巡査長は「2016年12月ごろから約60回盗撮した」とのこと[10]。また、「被害者の特定につながる恐れがある」として監査官室は所属警察署を公表していない[11]。
- 2021年3月27日 - 高速交通警察隊の50歳代の男性隊員が、山口県周南市内の山陽自動車道上り線で交通取締りを行っていた際、交通違反切符などが入った鞄をパトカーの外に置いたままにした状態でパトカーを発進させた。その後置き忘れに気付いて元の現場に戻ったものの、中身の一部が路上に飛び出し、切符の一部が紛失した。このトラブルの影響で回収や安全確保のために現場周辺で速度制限が実施される事態となった[12]。
- 2021年10月15日 - 検視した遺体の画像などの捜査情報を不倫関係にあった女性に流出したとして、地方公務員法（守秘義務）違反の疑いで県警本部に勤務する男性警部（40代）を書類送検、同日付で停職6カ月の懲戒処分とした。警部は同日付で依願退職した[13]。